# Atom Heart Mother World Tour
Atom Heart Mother World Tour bylo koncertní turné britské rockové skupiny Pink Floyd, které probíhalo v letech 1970–1971. Při čtyřech koncertech v říjnu 1971 vznikl koncertní film Pink Floyd v Pompejích.

## Hudebníci
- Roger Waters – baskytara, zpěv
- David Gilmour – kytara, zpěv
- Rick Wright – klávesy, zpěv
- Nick Mason – bicí

## Koncerty

### 1970
| Datum             | Stát       | Město                       | Místo                                                       | Poznámky     |
| ----------------- | ---------- | --------------------------- | ----------------------------------------------------------- | ------------ |
| 12. září 1970     | Francie    | Paříž                       | Fete de L'Humanite, Vincenneský lesík                       |              |
| 26. září 1970     | USA        | Philadelphie, Pensylvánie   | Electric Factory                                            |              |
| 27. září 1970     | USA        | New York City, New York     | Fillmore East                                               | dva koncerty |
| 1. říjen 1970     | USA        | Portland, Oregon            | Memorial Coliseum                                           |              |
| 2. říjen 1970     | USA        | Seattle, Washington         | Moore Theater                                               |              |
| 3. říjen 1970     | USA        | Seattle, Washington         | Moore Theater                                               |              |
| 6. říjen 1970     | USA        | Ellensburg, Washington      | Central Washington University                               |              |
| 7. říjen 1970     | Kanada     | Vancouver, Britská Kolumbie | Vancouver Gardens                                           |              |
| 8. říjen 1970     | Kanada     | Calgary, Alberta            | Jubilee Auditorium                                          |              |
| 9. říjen 1970     | Kanada     | Edmonton, Alberta           | Sales Pavilion Annex                                        |              |
| 10. říjen 1970    | Kanada     | Saskatoon, Saskatchewan     | Centennial Auditorium                                       |              |
| 11. říjen 1970    | Kanada     | Regina, Saskatchewan        | Centre of the Arts                                          |              |
| 13. říjen 1970    | Kanada     | Winnipeg, Manitoba          | Centennial Concert Hall                                     |              |
| 15. říjen 1970    | USA        | Salt Lake City, Utah        | Terrace Ballroom                                            |              |
| 16. říjen 1970    | USA        | San Rafael, Kalifornie      | Pepperland Auditorium                                       |              |
| 17. říjen 1970    | USA        | San Rafael, Kalifornie      | Pepperland Auditorium                                       |              |
| 18. říjen 1970    | USA        | San Diego, Kalifornie       | Intercollegiate Baseball Facility, University of California |              |
| 21. říjen 1970    | USA        | San Francisco, Kalifornie   | Fillmore West                                               |              |
| 23. říjen 1970    | USA        | Santa Monica, Kalifornie    | Civic Center                                                |              |
| 25. říjen 1970    | USA        | Boston, Massachusetts       | The Tea Party                                               |              |
| 6. listopad 1970  | Nizozemsko | Amsterdam                   | Concertgebouw                                               |              |
| 7. listopad 1970  | Nizozemsko | Rotterdam                   | Grote Zaal, De Doelen                                       |              |
| 11. listopad 1970 | Švédsko    | Göteborg                    | Konserthuset                                                |              |
| 12. listopad 1970 | Dánsko     | Kodaň                       | Falkoner Centret                                            | dva koncerty |
| 13. listopad 1970 | Dánsko     | Aarhus                      | Vejlby-Risskov Hallen                                       |              |
| 14. listopad 1970 | Německo    | Hamburk                     | Ernst-Merck Halle                                           |              |
| 21. listopad 1970 | Švýcarsko  | Montreux                    | Altes Casino                                                |              |
| 22. listopad 1970 | Švýcarsko  | Montreux                    | Altes Casino                                                |              |
| 25. listopad 1970 | Německo    | Ludwigshafen                | Friedrich Ebert Halle                                       |              |
| 26. listopad 1970 | Německo    | Stuttgart                   | Killesberghalle                                             |              |
| 27. listopad 1970 | Německo    | Hannover                    | Niedersachsenhalle                                          |              |
| 28. listopad 1970 | Německo    | Saarbrücken                 | Saarlandhalle                                               |              |
| 29. listopad 1970 | Německo    | Mnichov                     | Circus Crone                                                |              |
| 4. prosinec 1970  | Francie    | Paříž                       | TV Studios                                                  |              |
| 5. prosinec 1970  | Francie    | Paříž                       | TV Studios                                                  |              |
| 11. prosinec 1970 | Anglie     | Brighton, Sussex            | The Big Apple                                               |              |
| 12. prosinec 1970 | Anglie     | Dagenham, Essex             | The Roundhouse                                              |              |
| 18. prosinec 1970 | Anglie     | Birmingham, Warwickshire    | Town Hall                                                   |              |
| 20. prosinec 1970 | Anglie     | Bristol, Somerset           | Colston Hall                                                |              |
| 21. prosinec 1970 | Anglie     | Manchester                  | Free Trade Hall                                             |              |
| 22. prosinec 1970 | Anglie     | Sheffield, Yorkshire        | City Hall                                                   |              |

### 1971
| Datum            | Stát       | Město                       | Místo                                   | Poznámky                                 |
| ---------------- | ---------- | --------------------------- | --------------------------------------- | ---------------------------------------- |
| 17. leden 1971   | Anglie     | Londýn                      | The Roundhouse, Chalk Farm              |                                          |
| 23. leden 1971   | Anglie     | Leeds University, Yorkshire | Refectory Hall                          |                                          |
| 3. únor 1971     | Anglie     | Devon                       | Great Hall, University of Exeter        |                                          |
| 12. únor 1971    | Anglie     | Colchester                  | Lecture Theater, University of Essex    |                                          |
| 13. únor 1971    | Anglie     | Farnborough, Hampshire      | Students Union Bar, Technical College   |                                          |
| 20. únor 1971    | Anglie     | Twickenham, Londýn          | Student Union, Queen Mary College       |                                          |
| 22. únor 1971    | Francie    | Lyon                        | Théâtre du Huitième                     | koncert zrušen                           |
| 24. únor 1971    | Německo    | Münster                     | Munsterlandhalle                        |                                          |
| 25. únor 1971    | Německo    | Hamburk                     | Grosser Saal, Musikhalle                |                                          |
| 26. únor 1971    | Německo    | Offenbach                   | Stadthalle                              |                                          |
| 27. únor 1971    | Německo    | Frankfurt                   | Festhalle                               |                                          |
| 3. duben 1971    | Nizozemsko | Rotterdam                   | Sportpaleis Ahoy                        |                                          |
| 12. duben 1971   | Anglie     | Sunderland                  | Locarno                                 |                                          |
| 16. duben 1971   | Anglie     | Doncaster, Yorkshire        | Top Rank Suite                          |                                          |
| 22. duben 1971   | Anglie     | Norwich, Norfolk            | Norwich Lads Club                       |                                          |
| 7. květen 1971   | Anglie     | Lancaster                   | Central Hall, University of Lancaster   |                                          |
| 15. květen 1971  | Anglie     | Londýn                      | Crystal Palace Bowl                     |                                          |
| 18. květen 1971  | Skotsko    | Stirling                    | Stirling University                     |                                          |
| 19. květen 1971  | Skotsko    | Edinburgh                   | Caledonian Cinema                       |                                          |
| 20. květen 1971  | Skotsko    | Glasgow                     | The Ballroom, University of Strathclyde |                                          |
| 21. květen 1971  | Anglie     | Nottingham, Nottinghamshire | Trent Polytechnic                       |                                          |
| 2. červen 1971   | Skotsko    | Edinburgh                   | Univerzita v Edinburghu                 |                                          |
| 4. červen 1971   | Německo    | Düsseldorf                  | Philipshalle                            |                                          |
| 5. červen 1971   | Německo    | Berlín                      | Sportpalast                             |                                          |
| 8. červen 1971   | Polsko     | Varšava                     | Sala Kongresowa                         |                                          |
| 12. červen 1971  | Francie    | Lyon                        | Palais des Sports                       |                                          |
| 15. červen 1971  | Francie    | Royaumont                   | Abbaye de Royaumont                     |                                          |
| 19. červen 1971  | Itálie     | Brescia                     | Palazzo dello Mostra                    |                                          |
| 20. červen 1971  | Itálie     | Řím                         | Palaeur dello Sport EUR                 |                                          |
| 22. červen 1971  | Anglie     | Pilton                      | Glastonbury Fayre, Worthy Farm          | koncert zrušen                           |
| 23. červen 1971  | Anglie     | Hatfield                    | Main Hall, Hatfield Polytechnic         |                                          |
| 26. červen 1971  | Nizozemsko | Amsterdam                   | Amsterdamse Bos                         |                                          |
| 1. červenec 1971 | Rakousko   | Ossiach                     | Stiftshoff                              |                                          |
| 6. srpen 1971    | Japonsko   | Hakone                      | Hakone Aphrodite                        |                                          |
| 7. srpen 1971    | Japonsko   | Hakone                      | Hakone Aphrodite                        |                                          |
| 9. srpen 1971    | Japonsko   | Osaka                       | Festival Hall                           |                                          |
| 13. srpen 1971   | Austrálie  | Melbourne                   | Festival Hall                           |                                          |
| 15. srpen 1971   | Austrálie  | Sydney                      | Randwick Racecourse                     |                                          |
| 18. září 1971    | Švýcarsko  | Montreux                    | Pavillon de Montreux                    |                                          |
| 19. září 1971    | Švýcarsko  | Montreux                    | Pavillon de Montreux                    |                                          |
| 22. září 1971    | Švédsko    | Stockholm                   | Kungliga Tennishallen, Lindingovagen    |                                          |
| 23. září 1971    | Dánsko     | Kodaň                       | KB Hallen                               |                                          |
| 28. září 1971    | Švédsko    | Stockholm                   | Kungliga Tennishallen                   |                                          |
| 30. září 1971    | Anglie     | Londýn                      | Paris Theater                           |                                          |
| 4. říjen 1971    | Itálie     | Pompeje                     | římský amfiteátr                        | natáčení koncertu Pink Floyd v Pompejích |
| 5. říjen 1971    | Itálie     | Pompeje                     | římský amfiteátr                        | natáčení koncertu Pink Floyd v Pompejích |
| 6. říjen 1971    | Itálie     | Pompeje                     | římský amfiteátr                        | natáčení koncertu Pink Floyd v Pompejích |
| 7. říjen 1971    | Itálie     | Pompeje                     | římský amfiteátr                        | natáčení koncertu Pink Floyd v Pompejích |
| 10. říjen 1971   | Anglie     | Bradford, Yorkshire         | Great Hall                              |                                          |
| 11. říjen 1971   | Anglie     | Birmingham, Warwickshire    | Town Hall                               |                                          |